# Большое Леприндо
Большо́е Леприндо́ (устар. Лемберме) — озеро в Забайкальском крае России. Площадь водосбора — 241 км², площадь водного зеркала — 17,3 км². Объём воды в озере — 0,43 км³. Отличается чистой ультрапресной водой (минерализация 20-40 мг/л) и большой прозрачностью.
Самое большое озеро в группе водоёмов Удокано-Чарского водораздела. Расположено в Верхне-Чарской котловине, на высоте около 980 метров над уровнем моря. Озеро вытянуто с запада на восток, соединено протокой с озером Малое Леприндо.
Вдоль северного берега озера проходит Байкало-Амурская магистраль. На северо-восточном берегу находится железнодорожная станция Леприндо.
Изучение гидрологического режима озера начато в 1961 году на двух постах, расположенных на западном и северном берегах.
Озеро замерзает в октябре, вскрывается ото льда в мае. Весенний нагрев воды начинается ещё при ледоставе, однако за тёплый период года не успевает нагреться до комфортной для человека температуры. Испарение с водной поверхности озера с июня по сентябрь составляет в среднем 250 мм.
С рекреационной точки зрения озеро представляет интерес для любителей рыбалки, так как обладает богатыми рыбными ресурсами.